# Louis Antoine Vimeux
Louis Antoine Vimeux (Amiens, 13 agosto 1737 – Metz, 23 giugno 1814) è stato un generale e nobile francese.

## Biografia
Figlio di Charles Adrien Vimeux, maestro carraio, e di sua moglie Marie Marguerite Alet, venne battezzato il giorno della sua nascita nella parrocchia di Saint-Michel. Il 25 aprile 1795 sposò a Laleu (Charente-Maritime) Marguerite-Charlotte Gaudin-Monlieu. Suoi fratelli furono lo scultore Jacques-Firmin Vimeux e Adrien-Jean-François Vimeux, parroco della chiesa di Le Pessiez-Rozanvilliers, mentre sua sorella fu Louise Vimeux, madre del generale Charles de Vast-Vimeux, che ottenne dallo zio il permesso di aggiungere al proprio anche il cognome di Vimeux.
Nel 1753 intraprese la carriera militare e dal 1756 venne impiegato sul fronte della guerra dei sette anni; tornato in Francia, il 25 agosto 1760 raggiunse il grado di sergente e dal 20 settembre 1768 fu sottufficiale come alfiere del suo reggimento. Il 15 luglio 1775 venne trasferito al reggimento di Bassyny. Sottotenente dei granatieri dal 26 maggio 1786, venne nominato cavaliere dell'ordine di San Luigi dal 21 settembre 1788. Promosso capitano il 1º gennaio 1791, divenne tenente colonnello il 4 ottobre 1792. L'11 gennaio 1793 venne assegnato all'Armata del Reno e prese parte all'assedio di Magonza col grado di colonnello del 32º reggimento, venendo poi trasferito al 57º fanteria. Quest'ultima azione gli valse l'encomio dell'esercito, operando al fianco di Jean-Baptiste Annibal Aubert du Bayet, Jean-Baptiste Klinger, Nicolas Haxo, Jean-Baptiste Kléber.
Venne quindi inviato in Vandea come comandante della 1ª brigata dell'Armata di Magonza, unendosi alle truppe di Jean-Baptiste Kléber, col quale il 19 settembre 1793 combatté nella battaglia di Torfou che, pur rappresentando una sconfitta per le forze repubblicane in campo, evidenziò sul campo il valore dei francesi.
Il 17 ottobre di quello stesso anno combatté nella battaglia di Cholet al fianco di Marc Amand Élisée Scherb.
Il 4 marzo 1794 venne promosso al grado di generale di divisione ed il 13 maggio gli venne affidato il comando dell'Armata dell'Ovest, sino all'arrivo del generale Thomas Alexandre Dumas il 16 agosto successivo. Il 2 dicembre venne trasferito a La Rochelle, opponendosi a Jean-Baptiste Carrier.
Dopo il richiamo di Louis-Marie Turreau il 13 maggio 1794, Vimeux gli succedette alla testa dell'Armata dell'Ovest il 18 maggio. Costruì 14 accampamenti trincerati in tutta la Vandea, ma due di loro, quelli di La Roullière e Fréligné, furono presi d'assalto dai vandeani l'8 ed il 15 settembre rispettivamente. Vimeux diede allora le dimissioni ed abbandonò la Vandea il 6 settembre, venendo succeduto dal generale Dumas. Fu quindi assegnato al comando della 12ª e 22ª divisione nel 1797. Nell'istanza per il conferimento della legion d'onore, documento da lui presentato al primo console Napoleone Bonaparte, dichiarò di aver già prestato 50 anni e 8 mesi ininterrotti di servizio militare per la Francia.
Parallelamente alla carriera militare ordinaria, Louis Antoine Vimeux fu anche comandante della milizia cittadina della città di Amiens.
Meno noto rispetto ad altri illustri generali del suo tempo, forse perché più anziano di molti di loro, venne riconosciuto dai più come uomo di esperienza militare, moderato, stratega lungimirante ma veloce nell'esecuzione degli ordini. Riformato il 22 dicembre 1800, divenne governatore della piazza militare del Lussemburgo dal 10 ottobre 1802 sino al 6 marzo 1814. Nel 1811 Napoleone gli assegnò il titolo nobiliare di barone dell'Impero.
Morì di ictus a Metz il 23 giugno 1814 all'età di 76 anni.